# بورتا نيجرا
بورتا نيجرا (باللاتينية تعني "البوابة السوداء")، والمعروفة لدى السكان المحليين باسم بورتا، هي بوابة مدينة رومانية كبيرة تقع في مدينة ترير بألمانيا. تُعتبر موقعًا للتراث العالمي لليونسكو.